# كريستيان موسر (متزلج قفز)
كريستيان موسر (بالألمانية: Christian Moser)‏ هو متزلج قفز نمساوي، ولد في 27 فبراير 1969 في فيلاخ في النمسا.

## وصلات خارجية
- كريستيان موسر على موقع الاتحاد الدولي للتزلج (القفز التزلجي) (الإنجليزية)
- كريستيان موسر على موقع أوليمبيديا (الإنجليزية)